# Champagne Basket
El Champagne Basket es un equipo de baloncesto francés con sede en las ciudades de Châlons-en-Champagne y de Reims, que compite en la Pro B, la segunda división de su país. Disputa sus partidos en el Reims Arena, con capacidad para 5.500 espectadores.

## Historia
Creado en junio de 2010, el Champagne Châlons Reims Basket, o CCRB, nació de la unión entre los dos clubes profesionales de baloncesto del departamento de Marne, el ESPE Basket Châlons-en-Champagne y el Reims Champagne Basket, tras el ascenso del RCB a la Pro B (2.ª división del baloncesto francés) desde la NM1 (3.ª división del baloncesto francés).
El CCRB hizo una gran temporada 2011-2012, finalizando 3º en la Pro B, tras una prestigiosa victoria en la legendaria cancha de Beaublanc contra el CSP Limoges por 77 a 82. El club llegó a las semifinales de los play-offs, siendo derrotado por el Boulazac Basket Dordogne.
El CCRB terminó de nuevo 3º en la temporada 2012-2013, proclamándose subcampeón de la Pro B, tras perder en la final de los play-offs contra los Sharks d'Antibes. Al año siguiente (temporada 2013-2014), tras liderar la Pro B durante casi la mitad de la temporada regular, el equipo fue eliminado en semifinales de los play-offs.
En la temporada 2014-2015, el club consiguió una de las dos wild card para jugar en la Pro A (1.ª división del baloncesto francés) por 1ª vez en su historia, teniendo rápidamente que buscar un nuevo pabellón para poder cumplir con las exigencias de la liga. El equipo quedó 12º al término de la temporada regular de la LNB Pro A 2014-15, quedándose a una sola victoria de los play-offs, siendo elegido Mark Payne en el Mejor Quinteto de la LNB 2014-2015.
En 2020, el Champagne Châlons Reims Basket y el Reims Basket Féminin se unieron, dando lugar a una nueva denominación, el Champagne Basket. El club permaneció durante ocho temporadas seguidas (hasta la temporada 2021-2022) en la Betclic Élite. Desde la temporada 2022-2023, el equipo   juega en la Pro B.

## Trayectoria
| Temporada | Nivel | División      | Pos. | Resultado             | Copa de Francia  |
| --------- | ----- | ------------- | ---- | --------------------- | ---------------- |
| 2010–11   | 2     | Pro B         | 9º   | -                     | 32avos de final  |
| 2011–12   | 2     | Pro B         | 3º   | Semifinales           | 16avos de final  |
| 2012–13   | 2     | Pro B         | 3º   | Subcampeonesplay-offs | 32avos de final  |
| 2013–14   | 2     | Pro B         | 3º   | Semifinales           | 32avos de final  |
| 2014–15   | 1     | Pro A         | 13º  | -                     | 16avos de final  |
| 2015–16   | 1     | Pro A         | 16º  | -                     | 16avos de final  |
| 2016–17   | 1     | Pro A         | 16º  | -                     | Octavos de final |
| 2017–18   | 1     | Pro A         | 14º  | -                     | Octavos de final |
| 2018–19   | 1     | Jeep Élite    | 13º  | -                     | 16avos de final  |
| 2019–20*  | 1     | Jeep Élite    | 14º  | -                     | Suspendida       |
| 2020–21   | 1     | Jeep Élite    | 12º  | -                     | Octavos de final |
| 2021–22   | 1     | Betclic Élite | 18º  | Descenso              | 16avos de final  |
| 2022–23   | 2     | Pro B         | 3º   | Subcampeonesplay-offs | 32avos de final  |
| 2023–24   | 2     | Pro B         | 6º   | Cuartos de final      | Octavos de final |

1. ↑  Ascendió a Pro A tras serle ofrecida una wild card debido a la ampliación de la liga de 16 a 18 equipos.

*La temporada fue cancelada debido a la pandemia del coronavirus.

## Récords del club
| #  | Nombre           | País           | Puntos |
| -- | ---------------- | -------------- | ------ |
| 1  | Michel Morandais | Francia        | 1.312  |
| 2  | Rodrigue Mels    | Francia        | 1.055  |
| 3  | Bryan Mullins    | Estados Unidos | 982    |
| 4  | Chris Daniels    | Estados Unidos | 970    |
| 5  | Alex Young       | Estados Unidos | 962    |
| 6  | Gary Chathuant   | Francia        | 770    |
| 7  | Kevin Joss-Rauze | Francia        | 754    |
| 8  | Mark Payne       | Estados Unidos | 753    |
| 9  | Ronald Slay      | Estados Unidos | 749    |
| 10 | Blake Schilb     | Estados Unidos | 708    |

| #  | Nombre           | País           | Rebotes |
| -- | ---------------- | -------------- | ------- |
| 1  | Chris Daniels    | Estados Unidos | 667     |
| 2  | Michel Morandais | Francia        | 462     |
| 3  | Gani Lawal       | Nigeria        | 351     |
| 4  | Yannis Morin     | Francia        | 325     |
| 5  | Darryl Watkins   | Estados Unidos | 264     |
| 6  | Justin Burrell   | Estados Unidos | 290     |
| 7  | Gary Chathuant   | Francia        | 287     |
| 8  | Drew Gordon      | Estados Unidos | 287     |
| 9  | Gary Florimont   | Francia        | 282     |
| 10 | John Turek       | Estados Unidos | 277     |

| #  | Nombre             | País                 | Asistencias |
| -- | ------------------ | -------------------- | ----------- |
| 1  | Bryan Mullins      | Estados Unidos       | 551         |
| 2  | Jessie Begarin     | Francia              | 257         |
| 3  | Blake Schilb       | Estados Unidos       | 226         |
| 4  | Muhamed Pašalić    | Bosnia y Herzegovina | 213         |
| 4  | Mark Payne         | Estados Unidos       | 213         |
| 6  | Michel Morandais   | Francia              | 203         |
| 7  | Rodrigue Mels      | Francia              | 200         |
| 8  | Martin Hermannsson | Islandia             | 194         |
| 9  | Mickey McConnell   | Estados Unidos       | 192         |
| 10 | Kevin Joss-Rauze   | Francia              | 182         |

## Palmarés

### Liga
- Pro B

-   - Subcampeones Play-Offs (2): 2013, 2023

### Copa
- Leaders Cup Pro B

-   - Subcampeones (1): 2024

## Entrenadores
| Nombre           | País       | Período     | Balance     |
| ---------------- | ---------- | ----------- | ----------- |
| Nikola Antić     | Montenegro | 2010 - 2017 | 144V - 119D |
| Cédric Heitz     | Francia    | 2017 - 2022 | 70V - 105D  |
| Thomas Andrieux  | Francia    | 2022 - 2024 | 60V - 39D   |
| Vincent Dumestre | Francia    | 2024 -      |             |

## Jugadores destacados
| - Joshiko Saibou (2020-2021) - Muhamed Pašalić (2013-2014) - David Skara (2022-2024) - Dominique Archie (2019-2021) - Jimmy Baron (2018-2020) - Justin Burrell (2012-2013) - Da'Sean Butler (2014-2015) - Nate Carter (2011-2012) - Chris Daniels (2010-2012) - Zabian Dowdell (2018-2019) - Devin Ebanks (2018-2019) - Drew Gordon (2015-2016) |  | - Donte Grantham (2021-2022) - Marquis Jackson (2022-2024) - Tyren Johnson (2012-2013) - Travis Leslie (2020-2021) - Mickey McConnell (2015-2016) - Tasmin Mitchell (2014-2015) - Nicolas Moore (2019-2020) - Mark Payne (2014-2015, 2016-2017) - Ronald Slay (2013-2014) - Steven Smith (2016-2017) - John Turek (2013-2014) - LaMonte Ulmer (2017-2018) |  | - Dominic Waters (2020-2021) - Darryl Watkins (2014-2015) - Donald Wilson (2010-2011) - Alex Young (2015-2017) - Garry Chathuant (2010-2012) - Kevin Joss Rauze (2010-2014) - Mathis Keita (2022-2024) - Florian Leopold (2023-2024) - Rodrigue Mels (2011-2014) - Michel Morandais (2013-2016) - Yannis Morin (2018-2020) - Johan Passave-Ducteil (2018-2020) |  | - Neal Sako (2021-2022) - Martin Hermannsson (2017-2018) - / Bryan Mullins (2010-2013) - / Blake Schilb (2018-2020) - / Jean-Philippe Dally (2021-2024) - / Angelo Tsagarakis (2012-2013) - / Nicolas de Jong (2016-2017) - / Ben Bentil (2017-2018) - / Gani Lawal (2020-2022) |